# اوسان (كوريا الجنوبية)
أوسان هي مدينة في كوريا الجنوبية، تتبع مقاطعة غيونغي، بلغ عدد سكانها 213,840 نسمة في 2015، تبلغ مساحتها 42.76 كيلومتر مربع.

## توأمة
لاوسان (كوريا الجنوبية) اتفاقيات توأمة مع:
- كيلين

## أعلام
- كيم هيون سو
- كيم تشول هو
- آن باتريس ماكدونو